# Imiri Sakabashira
Imiri Sakabashira (逆柱 いみり?, Sakabashira Imiri; Shizuoka, 14 luglio 1964) è un fumettista e pittore giapponese.

## Biografia
Ha lavorato per la rivista Garo dove debuttò sul numero 300 del 1989 con le storie brevi Kujira (くじら?), Umiushi (ウミウシ?), Tane (タネ?) e Fukura hagi (ふくらはぎ?). Le sue opere rientrano nella tradizione del manga alternativo, onirico e gekiga: genere introdotto, tra gli altri, dal mangaka Yoshiharu Tsuge, che ne fu uno dei maggiori esponenti alla fine degli anni sessanta, la lettura della sua opera, particolarmente di Nejishiki (ねじ式?) del 1968, lo colpì profondamente da spingerlo a diventare anche lui mangaka. Il suo stile si forma anche nel solco della corrente Heta-uma, costruita sul rifiuto delle convenzioni stabilite, sia di stile che di contenuto, e ribelle all’estetica cristallizzata della cultura giapponese.
(Imiri Sakabashira dichiarazione raccolta da Paul Gravett in Heta-uma & Mangaro)
In questo calderone di sperimentazione variegata, Sakabashira trova una sua personale collocazione e peculiarità. Le sue opere sono caratterizzate da narrazioni illogiche, incoerenti, raccontate in ambientazioni architettoniche e tecnologiche pre-boom economico, e popolate da fantasie tratte dall'immaginario yōkai (妖怪? lett."spettri o demoni"), kaijū (怪獣? lett."mostri misteriosi") , kaijin (怪人? lett."mostri umanoidi") e daikaijū (大怪獣? lett."mostri giganti") che appaiono ispirati dal lavoro di Eiji Tsuburaya, graficamente ricche di particolari e con lunghe sequenze visive.
(Imiri Sakabashira)

## Opere

### Pubblicate in Giappone
- Zogyo (象魚?), Serindo, 1994, ISBN 978-4792602475.
- MaMaFuFu (马马虎虎?), Serindo, 1997, ISBN 978-4792602826.
- Kekyaaru-sha Tenmatsuki ( ケキャール社顛末記?), Serindo, 1º novembre 1999, ISBN 978-4792603052.
- Neko Kappa ( ネコカッパ?), Kawade Shobo Shinsha Publishers inc., 2002, ISBN 978-4309728223.
- Sora no Makigai (空の巻き貝?), Seirin Kōgeisha, 31 luglio 2009, ISBN 978-4883792955.
- Nodo no Meiro (ノドの迷路?), Seirin Kōgeisha, 30 luglio 2016, ISBN 978-4883794256.
- Hako no Otoko (箱の男?), versione ampliata, Seirin Kōgeisha, 2 agosto 2019, ISBN 978-4883794614.
- Hataraku Kappa (増訂版 はたらくカッパ?), Seirin Kōgeisha, 30 agosto 2019, ISBN 978-4883794638.

### Pubblicate in Italia
- The Box Man, collana Umami, traduzione di Luigi Boccasile, Star Comics, 24 dicembre 2019, ISBN 978-88-226-1612-8.
- Kappa at Work, collana Umami, traduzione di A. Maniscalco, Star Comics, 23 settembre 2020, ISBN 978-8822618139.